# Ténès
Ténès (în arabă تنس) este o comună din provincia Chlef, Algeria.
Populația comunei este de 35.459 locuitori (2008).